# Vilar de Abad
Vilar de Abad (en gallego y oficialmente, Vilar de Abade) es una localidad de la parroquia de Sorribas en el concejo coruñés de Rois, en la comarca del Sar. Según el censo municipal (INE) en 2017 contaba con 47 habitantes (22 hombres y 25 mujeres).

## Descripción
En el pueblo hay 16 casas, de las que están habitadas 12. Es el pueblo más septentrional de la parroquia, colinda con el municipio de Brión , junto a la parroquia de Bastavales y junto al río Santa Cecía.
El topónimo hace referencia a un núcleo de población en relación con un abad , lo que podría indicar la antigua dependencia de la localidad de un señorío eclesiástico.
Hay tres manantiales: A Fonteíña, A Fonte de Abaixo (que se secó después de algunas obras) y A Fonte da Mixirica. También hay una sala de lavandería. Es un pueblo rural y tiene granjas dedicadas a la agricultura.
En el pueblo está ambientado el libro de Pere Tobaruela Cuatro piedras viejas (2017).